# Armengol V de Urgel
Armengol (o Ermengol) V de Urgel, denominado el de Mollerusa (1078-Mollerusa, 1102), fue conde de Urgel entre (1092-14 de septiembre de 1102). 

## Esbozo biográfico

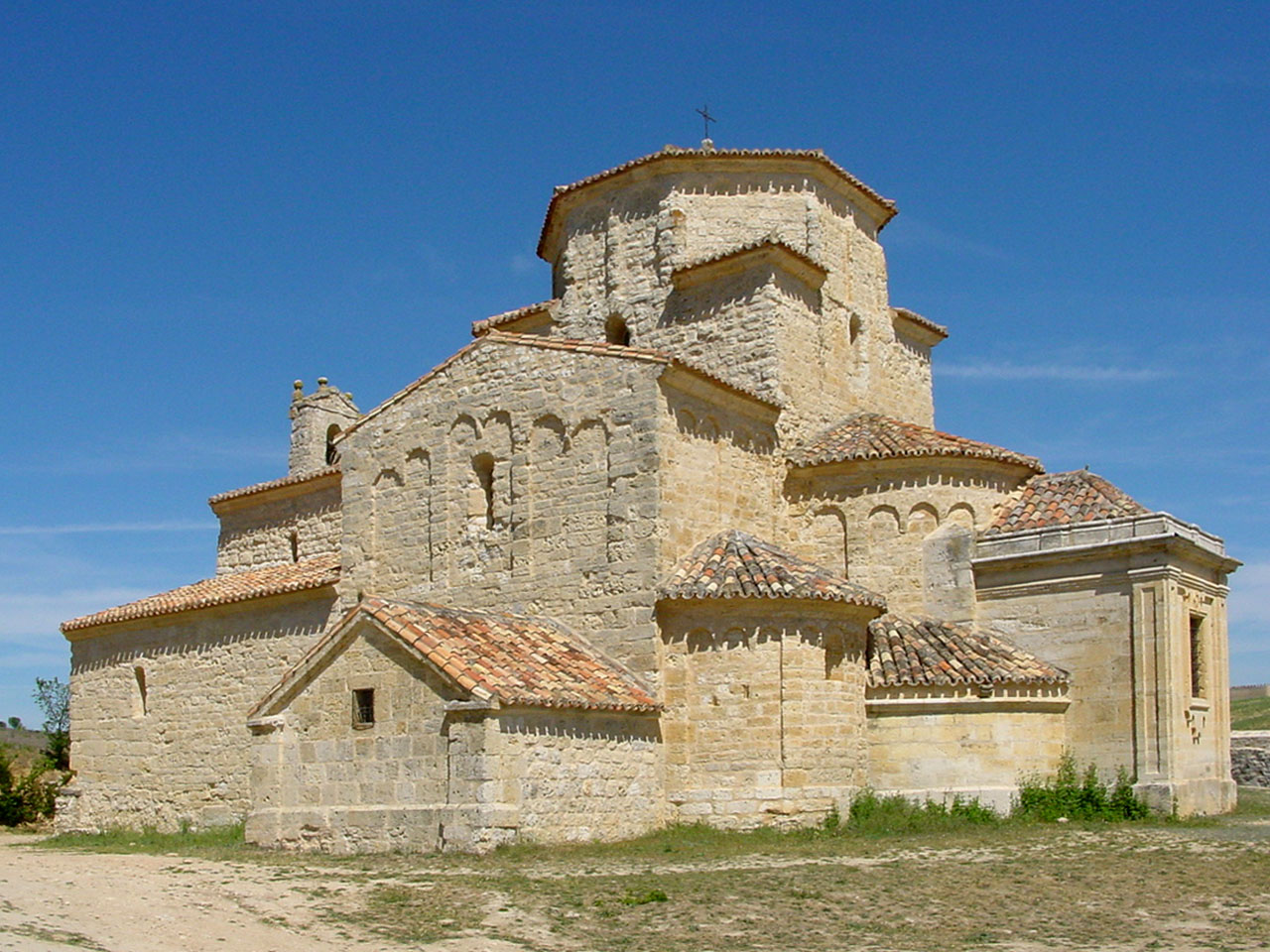
Iglesia de Nuestra Señora de la Anunciada (Urueña, Valladolid), el único ejemplar del Románico catalán en Castilla y León, fue construida tras la boda entre Armengol V y María Pérez, que produjo un intercambio de población procedente de los condados catalanes.

Hijo de Armengol IV de Urgel y su primera esposa, Lucía de Pallars. Pasó buena parte de su vida en Castilla donde se casó en 1095 con María Pérez, hija del conde Pedro Ansúrez, señor de Valladolid, y la condesa Eylo Alfonso. De este matrimonio tuvieron: 
- Armengol VI (1096-1154), conde de Urgel.
- Pedro de Urgel
- Mayor de Urgel.
- Teresa de Urgel, casada con Bernardo Guillermo de Cerdaña.
- Estefanía de Urgel (fallecida después de 1143). También llamada Estefanía Armengol, fue la segunda esposa de Fernando García de Hita. Una vez viuda, contrajo un segundo matrimonio c. 1135 con el conde Rodrigo González de Lara. Con sucesión de ambos matrimonios.

Por sus largas estancias en Castilla dejó el gobierno del condado de Urgel a Giraldo II de Cabrera. Falleció el 14 de septiembre de 1102 combatiendo a los musulmanes en Mollerusa. Cuando iba entrar en la batalla, pidió que si moría, su cuerpo fuese enterrado en la iglesia de Solsona. Se cumplió su voluntad según consta por una donación hecha por sus suegros Pedro y Eylo en 1106.
Como a su muerte su hijo Armengol (futuro Armengol VI) aún tenía solo seis años, su abuelo Pedro Ansurez fue su tutor, se trasladó a Urgel y gobernó el condado hasta 1108, tomando parte activa junto con Ramón Berenguer III en la conquista de Balaguer.